# Климат Калифорнии

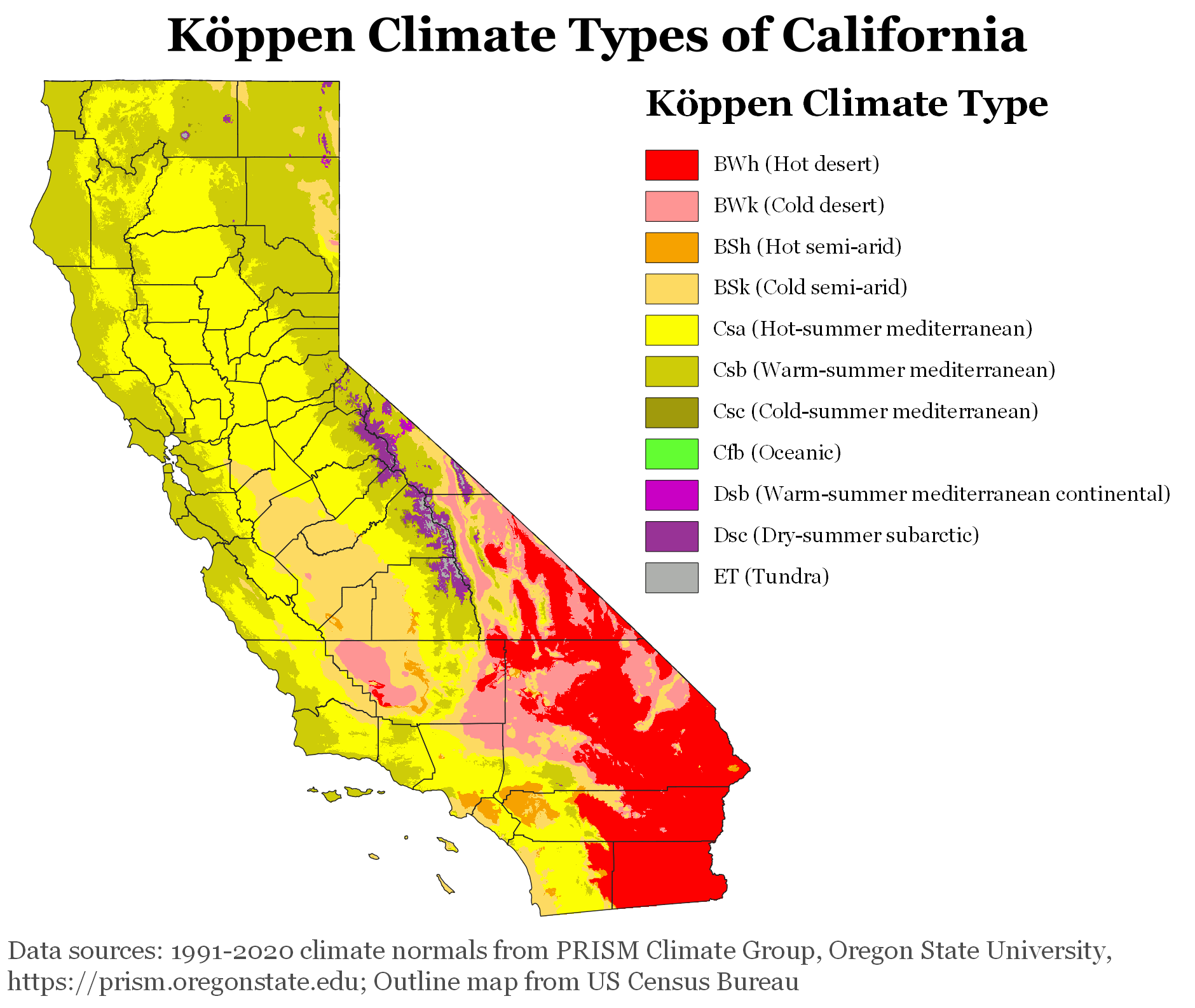
Климатическая карта Калифорнии по округам по системе классификации климатов Кёппена (1994—2020)

Климат штата Калифорния сильно варьируется от жаркой пустыни до альпийской тундры, в зависимости от широты, высоты и близости к побережью Тихого океана.
Прибрежные регионы Калифорнии, предгорья Сьерра-Невады и большая часть Центральной Калифорнийской долины имеют средиземноморский климат с более тёплой и сухой погодой летом и более прохладной и влажной погодой зимой. Влияние океана в целом смягчает экстремальные температуры, создавая более теплые зимы и существенно более прохладное лето в прибрежных районах.

## Диапазон температур
Прохладный шельф, усиленный подъемом холодных подповерхностных вод, часто создает летний туман вблизи побережья, создавая теплый летний средиземноморский климат (классификация климата Кеппена — «Csb»). Дальше вглубь страны климат становится более континентальным, некоторые районы становятся полузасушливыми (Кеппен «BSk») с более холодной зимой и заметно более жарким летом. Низменные внутренние долины, особенно Центральная долина, имеют жаркий летний средиземноморский климат (Кеппен «Csa») с субтропическими температурами, но чётко выраженным солнечным летним сезоном и туманным зимним сезоном.

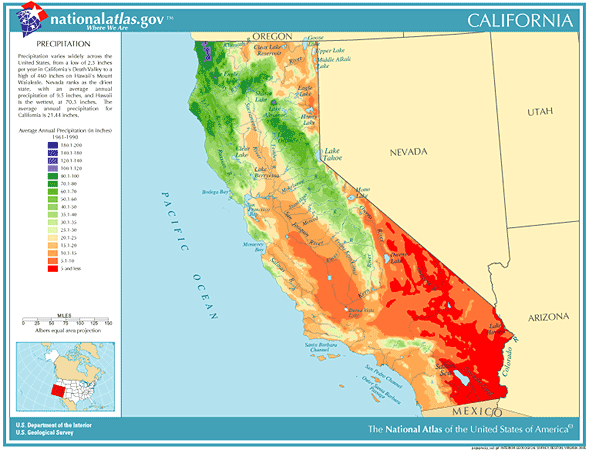
Среднегодовое количество осадков

Температурный градиент между непосредственным побережьем и низменными внутренними долинами на юге составляет около 7 °F или 3,9 °C зимой, побережье теплее, а летом примерно 20 °F или 11,1 °C, внутренние районы жарче. Например, средняя дневная температура в Сан-Франциско в июле и августе составляет от 62 до 68 °F (от 17 до 20 °C), а в Уолнат-Крик, примерно в 20 милях (32 км) от побережья, средняя дневная температура в июле и августе составляет 84 °F (28,9 °C): повышение температуры более чем на один градус (по Фаренгейту) на милю.
В Южной Калифорнии разница температур составляет приблизительно 4 °F или 2,2 °C зимой и 23 °F или 12,8 °C летом. На побережье в Санта-Монике средняя дневная температура в августе составляет 75 °F (24 °C), в то время как в Бербанке, примерно в 10 милях (16 км) от побережья, средняя дневная температура в августе составляет 95 °F (35 °C): повышение температуры примерно на два градуса по Фаренгейту на милю.
В более прохладные зимние месяцы (октябрь-март) в долине Коачелла регулярно наблюдаются самые высокие зимние температуры из всех мест к западу от Скалистых гор. Восточный Лос-Анджелес, города Гейтвэй и части долины Сан-Габриэль в среднем имеют самые высокие зимние температуры (72 °F, 22 °C) во всем западе США, а Санта-Моника в среднем имеет самые низкие зимние температуры (52 °F, 11 °C) во всем западе США. В Палм-Спрингс, городе в долине Коачелла, средние высокие/низкие/средние температуры составляют 75 °F/50 °F/63 °F, (24 °C/10 °C/17 °C) соответственно в период более прохладной погоды с ноября по апрель. Крайний юго-запад, вокруг Сан-Диего, имеет субтропический полузасушливый или степной климат (Кёппен — «BSh»), поскольку зимы там более сухие.

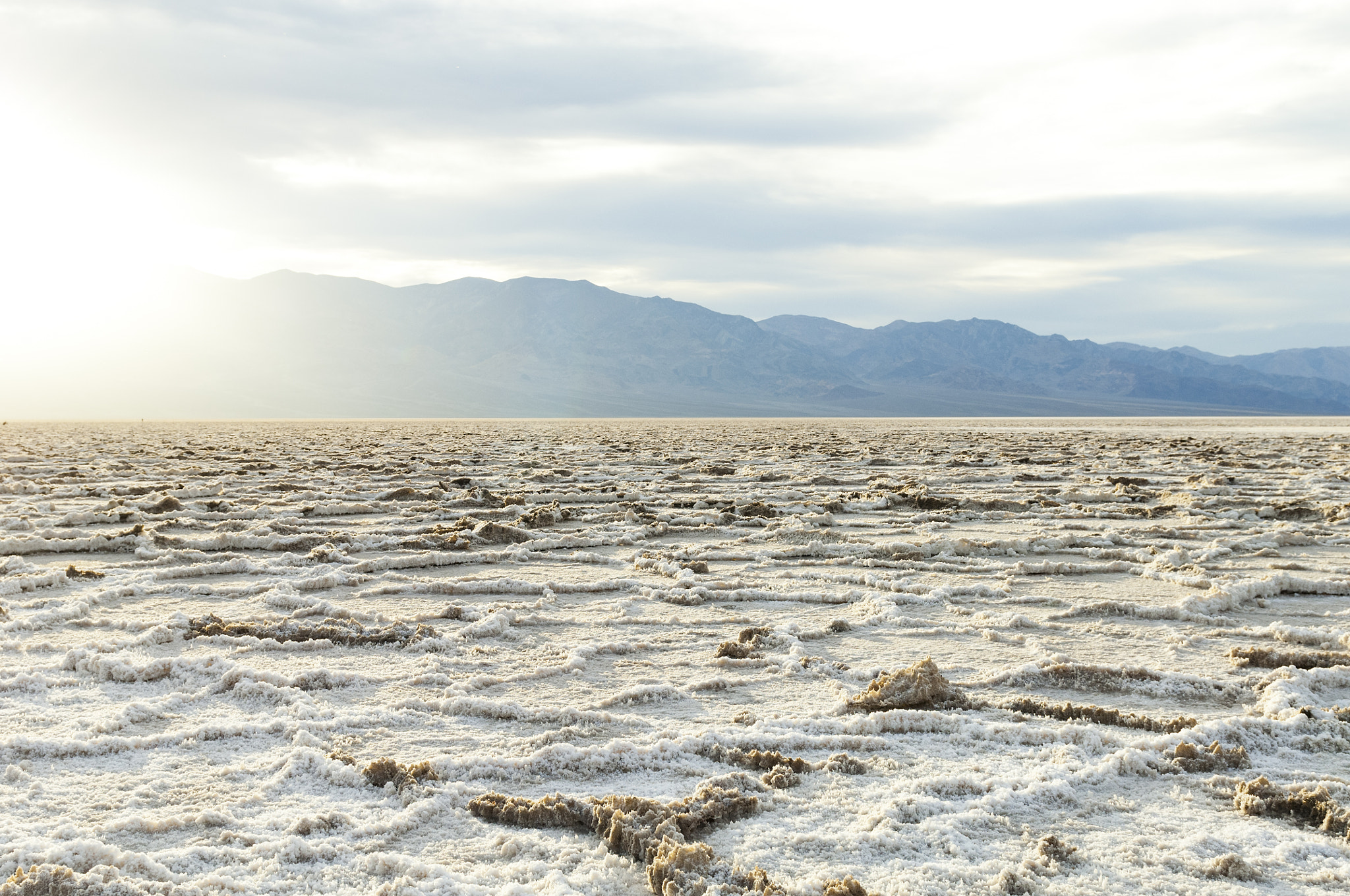
Долина Смерти

Юго-восточные регионы имеют жаркий засушливый климат (Кёппен — «BWh»), похожий на климат пустыни Сахара. В северной части пустыни Мохаве на восточной стороне штата находится Долина Смерти, где зарегистрированы одни из самых высоких температур в мире. Летом в долине обычно температура превышает 120 °F (49 °C). Самая высокая достоверно зарегистрированная температура в мире, 134 °F (56,7 °C), была зафиксирована в Долине Смерти 10 июля 1913 года. Температуры 130 °F (54,4 °C) и выше были зарегистрированы совсем недавно, в 2005 году. Среднесуточная температура июля в Долине Смерти составляет 101,8 °F (38,8 °C).
Напротив, в высокогорной Сьерра-Неваде климат гораздо прохладнее с экстремальными суточными колебаниями температуры. В Боди, находящемся на высоте 8379 футов или 2554 метра, не было ни одного месяца без заморозков за всю историю наблюдений, начиная с 1895 года, и можно ожидать только около 60 минимумов выше нуля в год.